# 凌唐佐
凌唐佐（?—?），字公弼，休宁人。
元符三年（1100年）李釜榜进士，授大名府司户，歷官夏津县令。建炎初年，提点京畿刑狱，绍兴二年初，擔任南京留安，金人陷单州、兴仁府，凌唐佐投降，暗中與南宋政權通訊，遣人持蜡书上奏於朝，事發後被杀，赠徽猷阁待制。